# Taeniophorus
Taeniophorus is een geslacht van wantsen uit de familie van de Miridae (Blindwantsen). Het geslacht werd voor het eerst wetenschappelijk beschreven door Linnavuori in 1952.

## Soorten
Het genus is monotypisch en bevat alleen de volgende soort:

- Taeniophorus hyalinus Linnavuori, 1952